# Kék-barlang (Biševo)
A Kék-barlang (horvátul: Modra špilja) egy barlang Horvátországban, Biševo szigetén.  

## Leírása
A barlang Biševo szigetének keleti partján, a Balun-öbölben található. Teljes hossza 24 m. A barlangot hullámoknak a meredek partra gyakorolt hosszú ideig tartó erőhatása alakította ki. Két csarnokból áll, melyek részben a tenger alatt vannak. A tengerszint alatti természetes nyíláson a napfény dél körül behatol az alján lévő fehér sziklákig, onnan visszaverődik, és kék fénnyel világítja meg a barlangot, a tengerben lévő tárgyak pedig ezüstösen csillognak. Ezért a barlang meglátogatásának ideális ideje az évszaktól függően 11 és 12 óra között van.
A barlangot Eugen Ransonnet-Villez osztrák diplomata és természettudós tette közkinccsé, aki 1884-ben dinamittal nyitotta meg a második bejáratot, amelyen keresztül egy csónak evezők nélkül haladhatott át. Azelőtt csak a víz alól lehetett megközelíteni. A barlang kis mélysége és a víz alatti hasadék miatt kiválóan alkalmas búvárkodására. 1951 óta geomorfológiai természeti emlékként védett.
A barlang évente több mint 10 ezer látogatót fogad. A turistahajók gyakran meglátogatják a sziget másik hasonló barlangját, a Zöld-barlangot is, amely nagyobb méretű és a fényhatások miatt smaragdzöldnek tűnik.

## Fordítás
Ez a szócikk részben vagy egészben  a   Modra špilja című horvát Wikipédia-szócikk ezen változatának fordításán alapul.  Az eredeti cikk szerkesztőit annak laptörténete sorolja fel. Ez a jelzés csupán a megfogalmazás eredetét és a szerzői jogokat jelzi, nem szolgál a cikkben szereplő információk forrásmegjelöléseként.